# دهستان آلبو
دهستان آلبو (به لاتین: Albu Parish) یک دهستان در استونی است که در شهرستان یروا واقع شده‌است.

## خصوصیات
دهستان آلبو ۲۵۷ کیلومترمربع مساحت و ۱٬۴۱۰ نفر جمعیت دارد.